# Григорий (Качан)
Архиепи́скоп Григорий (в миру Ярослав Михайлович Качан; 11 сентября 1939, Заставцы — 22 ноября 2016) — архиерей Украинской православной церкви Киевского патриархата, архиепископ Запорожский и Мелитопольский (1996—2014).

## Биография
В 1960 году окончил Харьковском медицинский институт. С 1960 года работал в стоматологической поликлинике пгт Томаковка Днепропетровской области, а с 1970 году — в городе Марганец Днепропетровской области.
В 1983—1985 годах нёс послушание псаломщика в Свято-Николаевской церкви в пгт Нововоронцовка Херсонской области. Окончил Московскую духовную семинарию и три курса Московской духовной академии.
В 1985 году рукоположён архиепископом Дамианом в город Луцк в сан диакона, а епископом Иоанном в Житомире — в сан священника в этом же году. В 1985 году был назначен вторым священником в Свято-Воздвиженский храм города Горохов. В 1987 году назначен настоятелем Свято-Покровской церкви села Перемиль Гороховского района Волынской области.
10 октября 1995 года был хиротонисан во епископа Мелитопольского по Божественной литургии во Владимирском соборе Киева. В октябре 1995 года был назначен викарием Днепропетровско-Запорожской епархии. 27 декабря 1995 — 1 февраля 1996 года — епископ Днепропетровский и Криворожский.
В феврале 1996 года был назначен управляющим Запорожской епархией Украинской Православной Церкви Киевского Патриархата с титулом «Запорожский и Мелитопольский».
Решением Священного Синода от 13 декабря 2014 года (Журнал № 34) почислен на покой.

## Награды
Удостоен высших церковных наград Украинской православной церкви Киевского патриархата: ордена Святого Архистратига Божия Михаила (1999), ордена святого равноапостольного князя Владимира Великого III степени (2004) и ордена святого Георгия Победоносца (14.12.2006).